# Александар Младеновић
Александар Младеновић (Битољ, 25. август 1930 — Београд, 6. април 2010) био је српски лингвиста, редовни члан Српске академије наука и уметности и стални члан сарадник Матице српске.

## Биографија
Рођен је 25. августа 1930. године у Битољу, у српској породици. Гимназију је завршио у Крушевцу 1949. године. Дипломирао је на Филозофском факултету у Београду на Групи за српски језик и књижевност. Као студент у два маха је добио награду Ректората Београдског универзитета. Каријеру је започео као асистент за историју српског језика на Филозофском факултету у Новом Саду, где је докторирао 1963. године са темом „О народном језику Јована Рајића“. Затим је изабран за доцента (1963), потом за ванредног професора (1968) и најзад за редовног професора (1973). Десет година је био шеф Катедре за српски језик. Године 1995. одлази у пензију.
Од 1978. године до смрти био је начелник Археографског одељења Народне библиотеке Србије у Београду.
Био је председник Одбора за Косово и Метохију и Одбора за дијалектологију Српске академије наука и уметности

## Научни рад
Велики број радова посветио је проучавању историје српског књижевног и народног језика друге половине XVIII и прве половине XIX века. Проучавао је и српскословенску епоху српског народног и књижевног језика.
Припада групи његошолога која се посебно занима за разна филолошка и друга питања у вези са Његошевим делом. Из те области је објавио низ радова и две књиге. Последње његово издање Горског вијенца (2001) једно је од најпотпунијих у погледу коментара и објашњења стихова, са доста исцрпним речником мање познатих речи у овом делу.
Две најпотпуније библиографије његових објављених радова налазе се у Годишњаку Српске академије наука и уметности 104 (1998) 497-524 и 110 (2004) 305-340.
Године 1979. као начелник Археографског одељења Народне библиотеке Србије учествује у покретању научног часописа Археографски прилози чији је уредник од почетка. Часопис излази и данас. Александар Младеновић је главни и одговорни уредник Зборника Матице српске за филологију и лингвистику (Нови Сад) и Српског дијалектолошког зборника (Београд), а члан је Уредништва Јужнословенског филолога (Београд) - најеминентнијих лингвистичких гласила у Србији.
Младеновић је по позиву држао предавања на низу универзитета: у Сарајеву, Скопљу, Кракову, Варшави, Софији и Лењинграду (данас Санкт Петербург). Учествовао је с рефератима на међународним славистичким конгресима: у Прагу (1968), Варшави (1973), Загребу (1978), Кијеву (1983) и Софији (1988), као и на многим домаћим и иностраним научним конференцијама и скуповима.

## Признања
За свој наставни и научни рад А. Младеновић је добио низ признања: 
-стални члан-сарадник Матице српске у Новом Саду,
- добитник је Октобарске награде Новог Сада за науку (1969),
- добитник је 13-јулске награде Републике Црне Горе „за научно стваралаштво из филологије и лингвистике“ (1990),
- Скупштина Универзитета у Новом Саду доделила му је Повељу са сребрном плакетом „за изузетан допринос и остварене резултате у раду и развоју Универзитета у Новом Саду“ (1990),
- новембра 1990. године Научни савет Универзитета у Лењинграду (данас Санкт Петербург) доделио му је научни степен почасног доктора наука овог Универзитета за његове „значајне заслуге у развитку опште и словенске науке о језику“,
- поводом 60-годишњице живота (1990) посвећена му је 33. књига Зборника Матице српске за филологију и лингвистику у којој је објављен велики број научних прилога домаћих и страних аутора,
- октобра 1997. године изабран је за дописног члана Српске академије наука и уметности, а октобра 2003. изабран је за редовног члана
- децембра 2001. Академски савет Софијског универзитета доделио му је научни степен почасног доктора наука, а такође и почасну медаљу са плавом лентом овог Универзитета,
- почев од 1972. године био је стални члан Међународне комисије за словенске књижевне језике при Међународном комитету слависта.

## Извор
- Српска академија наука и уметности, Александар Младеновић